# Tomorrow's World
Albums de Erasure
Total Pop! The First 40 Hits
(2009) Tomorrow's World Tour (Live at the Roundhouse)
(2011)
Singles
Tomorrow’s World est le titre du 13e album studio original du groupe britannique Erasure, sorti le 3 octobre 2011.
L'album fut présenté comme un retour au son "vintage" de Vince Clarke, avec des synthétiseurs exclusivement analogiques, au service de titres électro à la fois contemporains et classiques. L'album fut produit par le jeune artiste britannique Frankmusik, né la même année que la création du groupe, en 1985, qui fut chargé de moderniser les arrangements de Vince Clarke. Le mixage fut assuré par Robert Orton, connu pour son travail avec Lady Gaga, les Pet Shop Boys, et Ellie Goulding. Si l'album fut écrit entre New York et Londres, Andy Bell a également enregistré sa voix à Los Angeles.
Totalisant seulement 32 minutes sur neuf chansons, la version standard de cet album en fait le plus court de toute la carrière d'Erasure. Cependant, l'édition "Deluxe" double-CD apporte quelques versions longues, quelques versions demo, ainsi qu'un titre supplémentaire (Give Me Life). De plus, un autre titre bonus est exclusivement téléchargeable sur iTunes. Tous supports confondus, cet album présente finalement onze chansons ; ce qui reste dans la moyenne des albums du groupe Erasure. Les deux éditions physiques de Tomorrow's World se présentent dans un emballage cartonné de type digipack.
La pochette de l'album fut réalisée par Tom Hingston à partir de sculptures en céramique de l'artiste canadienne Kate MacDowell. Si la pochette de l'album lui-même représente un cœur, celle des singles représente d'autres parties du corps humain : un cerveau pour When I Start to (Break it All Down), des poumons pour Be with you et une main pour Fill us with Fire. Quant au coffret The Complete Tomorrow's World, il est illustré par un pied. À chaque fois, l'organe représenté semble bourgeonner en petites feuilles.
La chanson "Save Me" inclut la participation de membres du Chœur de la Communauté Gospel de Londres.
La sortie de l'album fut précédée d'un premier extrait en single, When I Start To (Break It All Down), paru le 26 septembre 2011, dont une version en simlish fut intégrée au jeu vidéo Les Sims 3 dans l'extension Animaux et Cie. Initialement, la chanson fléchée en tant que 1er single était plutôt "You've Got to Save Me" mais, lors des concerts du Total Pop! Tour, l'accueil mitigé du public face à ce titre conduisit Mute Records à finalement sélectionner When I Start to (Break it All Down). Un deuxième single, Be With You, sort le 21 novembre 2011, puis un troisième et dernier single, Fill Us With Fire, le 13 mars 2012.
Le titre "Tomorrow's World" fut choisi par Vince Clarke en référence à une célèbre émission scientifique de la chaîne de télévision britannique BBC One, "Tomorrow's World", ayant connu une longévité remarquable, de 1965 à 2003. Le thème musical de cette émission télévisée est repris en face B du single When I Sart To (Break It All Down).
La chanson I Lose Myself comporte un bref passage instrumental joué au koto.
Cet album se caractérisa également par son interactivité envers les fans du groupe, donnant lieu à l'ouverture de deux concours : l'un pour réaliser le vidéo-clip du single Be With You et l'autre pour remixer le titre I Lose Myself (en partenariat avec le site Beatport.com).
Classé numéro 29 des ventes d'albums au Royaume-Uni, cet album reçut un accueil commercial similaire à celui des deux précédents albums d'Erasure, c'est-à-dire modeste, en considérant toutefois une amélioration notable aux États-Unis. Quant aux singles, ils échouèrent à se classer parmi les meilleures ventes (seulement no 172 pour When I Start (To Break It All Down), en dépit d'une bonne couverture médiatique et d'une diffusion radio régulière en Grande-Bretagne).
Du début septembre à la fin août 2011, cet album donna lieu à une importante tournée internationale intitulée "The Tomorrow's World Tour". Le concert du 25 octobre 2011 à Londres fut enregistré et sortit en double-CD le 21 novembre 2011 sous le titre Tomorrow's World Tour (Live at the Roundhouse).
Le 26 octobre 2012, une réédition très limitée (en seulement 1 500 exemplaires) de cet album paraît sous la forme d'un coffret proposant :
1. un CD comportant des remixs inédits,
2. un DVD comportant les vidéo-clips promotionnels, une session de répétitions pour la tournée de 2011, ainsi qu'un documentaire sur la préparation de l'album et de la tournée.

Le 2 décembre 2016, dans le cadre de la célébration des 30 ans d'Erasure, l'album Tomorrow's World est réédité en double-vinyle 33 tours.

## Classement parmi les ventes d'albums
| Pays               | Meilleure position |
| ------------------ | ------------------ |
| Danemark           | 20                 |
| République tchèque | 26                 |
| Royaume-Uni        | 29                 |
| Allemagne          | 35                 |
| États-Unis         | 61                 |

## Détail des plages

### Édition standard
1. Be With You
2. Fill Us With Fire
3. What Will I Say When You’re Gone ?
4. You’ve Got To Save Me Right Now
5. A Whole Lotta Love Run Riot
6. When I Start To (Break it all down)
7. I Lose Myself
8. Then I Go Twisting
9. Just When I Thought It Was Ending

### Édition deluxe

#### CD-1
1. Be With You
2. Fill Us With Fire
3. What Will I Say When You’re Gone ?
4. You’ve Got To Save Me Right Now
5. A Whole Lotta Love Run Riot
6. When I Start To (Break it all down)
7. I Lose Myself
8. Then I Go Twisting
9. Just When I Thought It Was Ending

#### CD-2 / Bonus-disc
1. I Lose Myself - No Self Control - Mix by Gareth Jones
2. Give Me Life
3. Fill Us With Fire - Fired Up - Mix by Gareth Jones
4. When I Start To (Break It All Down) - Frankmusik remix
5. Clash (I Lose Myself) – Demo version
6. Big Song (Fill Us With Fire) - Demo version
7. Major 7th (Be With You) - Demo version
8. Save Me (You’ve got to save me right now) - Demo version

### Édition en Coffret d'édition limitée "The Complete Tomorrow's World" (2012)

#### CD exclusif
1. When I Start to (Break it all Down) - Kris Menace club remix
2. A Whole Lotta Love Run Riot - Reflex radio remix
3. Be With You - Starshapes instrumental remix
4. Fill Us With Fire - Liam Keegan radio remix
5. A Whole Lotta Love Run Riot - Paul Goodyear and Wayne G club mix
6. When I Sartt to (Break it all Down) - Steve Smart and Westfunk main room club remix
7. Fill Us With Fire - JRMX radio remix
8. Be With You - Tony Marinos club remix
9. Fill Us With Fire - Lian Keegan instrumental remix
10. Be With You - Yannis mix show edit
11. I lose Myself - D-Force remix
12. When I Start to (Break it all Down) - Kris Menace instrumental remix
13. A Whole Lotta Love Run Riot - Reflex club remix
14. When I Start to (Break it all Down) - Simlish version

#### DVD exclusif

##### Promotional Videos
1. When I Start to (Break it all Down) - video
2. Be With You - video
3. Fill Us With Fire - video

##### Video Extras
1. Tomorrow's World - a short film
2. When I Start to (Break it all Down) - animation version
3. Fill Us With Fire - ESO 50th Anniversary exclusive
4. Be With You - EIS Competition winner
5. When I Start to Break it All Down - Simlish version

##### The Joint Sessions
1. When I Start to (Break it all Down)
2. I Lose Myself
3. Love to Hate You
4. Be With You
5. Fill Us With Fire

##### Bonus Tracks (also downloadable MP3)
1. Be With You - Motto Blanco instrumental remix
2. A Whole Lotta Love Run Riot - Paul Goodyear & Wayne G dub mix
3. Be With You - Tony Marinos dub
4. Fill Us With Fire - JRMX club dub
5. When I Start to (Break it all Down) - Steve Smart & Westfunk main room dub remix
6. Be With You - Yiannis unruly dub